# Daria Kurbonmamadova
Daria Yevgenyevna Kurbonmamadova (russe : Дарья Евгеньевна Курбонмамадова), née Daria Mezhetskaia (russe : Дарья Межецкая) le 24 juin 1994 à Perm, est une judokate russe.

## Palmarès

### Compétitions internationales
| Année | Compétition           | Lieu        | Résultat | Catégorie      |
| ----- | --------------------- | ----------- | -------- | -------------- |
| 2019  | Jeux européens        | Minsk       | 1re      | Moins de 57 kg |
| 2023  | Championnats d'Europe | Montpellier | 1re      | Moins de 57 kg |

Outre ses médailles individuelles, elle obtient des médailles dans des compétitions par équipes.
| Année | Compétition            | Lieu  | Résultat |
| ----- | ---------------------- | ----- | -------- |
| 2016  | Championnats d'Europe  | Kazan | 2e       |
| 2019  | Jeux européens (mixte) | Minsk | 1re      |

### Tournois Grand Chelem et Grand Prix
| Année | Compétition  | Lieu        | Résultat | Catégorie      |
| ----- | ------------ | ----------- | -------- | -------------- |
| 2016  | Grand Chelem | Tioumen     | 2e       | Moins de 57 kg |
| 2016  | Grand Prix   | Zagreb      | 2e       | Moins de 57 kg |
| 2019  | Grand Prix   | Tel Aviv    | 2e       | Moins de 57 kg |
| 2019  | Grand Prix   | Hohhot      | 2e       | Moins de 57 kg |
| 2021  | Grand Chelem | Tbilissi    | 3e       | Moins de 57 kg |
| 2021  | Grand Chelem | Kazan       | 2e       | Moins de 57 kg |
| 2022  | Grand Chelem | Oulan-Bator | 2e       | Moins de 57 kg |
| 2024  | Grand Prix   | Odivelas    | 2e       | Moins de 57 kg |